# Ilsetraud Lindemann
Ilsetraud Lindemann (* 29. April 1923 in Berlin (Bezirk Charlottenburg); † 10. Juni 1996 in Osnabrück) war eine Osnabrücker Lokalhistorikerin.

## Familie
Ilsetraud Lindemann ist in Charlottenburg als Ilsetraut Hädgen, Tochter des Chemikers Franz Hädgen (1892–1961) und seiner Frau Gertrud Müller (1899–1993) geboren. 1941 heiratete sie in Berlin Günther Lindemann, Drogist, ab 1946 selbständig in Osnabrück.

## Leben
Anfang der 1930er Jahre zog die Familie nach Falkensee (Brandenburg). Kurz vor dem Krieg fing Lindemann wohl eine Ausbildung in einer Drogisten-Fachschule an, wurde aber schon ab 1940 für das Deutsche Rote Kreuz tätig, u. a. in Falkensee und in Groß Schulzendorf. 1946 zog sie mit ihrem Mann nach Osnabrück und lebte bis zu ihrem Tod dort.  Ab 1972 beschäftigte sie sich in einer Vielzahl kleinerer Publikationen mit der jüngeren Stadtgeschichte Osnabrücks.

## Ehrungen
- 1987 verlieh ihr die Stadt Osnabrück für ihre Verdienste um die Erforschung der jüngeren Stadtgeschichte die erste Bürgermedaille der Stadt.[2]
- Die Stadt Osnabrück benannte den Ilsetraut-Lindemann-Weg nach ihr.

## Schriften
- Von Abeken bis Windthorst. Stadtgeschichte in Straßennamen. Osnabrück: Selbstverlag c 1972.
- August von Kreling 1818 –1876. Sein Leben und seine Werke (erschienen zur Ausstellung im Akzisehaus, 16. Juni bis 1. August 1976). Osnabrück: Kulturgeschichtl. Museum 1976.
- Begegnungen mit Osnabrück. Ein Zitatenschatz. Bramsche: Rasch 1980.
- In Erz gegossen, in Stein gehauen. Osnabrücker Denkmäler. Bramsche: Rasch 1982.
- Kreuzabnahme. Plastik von Iburg. Bildhauer Wilhelm Achtermann war Vorbild für Heinrich Pohlmann. Osnabrück 1984.
- Von Assmann bis Wöbeking. Stadtgeschichte in Strassennamen. Bramsche: Rasch 1985.
- Justus Wilhelm Lyra. Ein leben Zwischen Biedermeier und Kaiserreich. Th. Wenner, Osnabrück 1987.
- Der „Eiserne Mann“ von Osnabrück. In: Heimatjahrbuch Osnabrücker Land 1995, S. 25–29.
- Künstlerisches Schaffen im Schatten einer zerstörten Stadt 1945–1949. In: Wilfried Wolf: Die Gründerzeit Osnabrücker Kunst. Bramsche: Rasch 1986.
- Justus Wilhelm Lyra. Ein Leben zwischen Biedermeier und Kaiserreich. Osnabrück: Wenner 1987.
- Die katholische Kirche St. Dionysius. In: Irmgard Sprang (Hrsg.): Heimatbuch Belm, Bd. 1, 1980.
- Das alte Rathaus und die Legge zu Osnabrück. In: Heimatjahrbuch Osnabrücker Land 1984, S. 173–188.
- Ein Denkmal für Justus Möser. In: Heimatjahrbuch Osnabrücker Land 1986, S. 239–243.
- Über den Bildhauer Adolf Rosenthal (1838–1866) und die Entstehung der Modelle zu den Löwenplastiken vor dem alten Welfenschloß in Hannover. In: Osnabrücker Mitteilungen, Band 91 (1986), S. 247–261.
- Die erste Osnabrücker Handelsschule. In: Heimat-Jahrbuch Osnabrücker Land 1988, S. 85–98.
- Die Osnabrücker Familie Tenge. In: Heimatjahrbuch Osnabrücker Land 1990, S. 210–211.
- Ein Vermögensverzeichnis des Baumeisters Georg Heinrich Hollenberg von 1814. In: Osnabrücker Mitteilungen, Bd. 95 (1990), S. 169–177.
- Der Maler Philipp Schilgen 1792-1857. Fragmente zu seinem Lebensbild. In: Osnabrücker Mitteilungen, Bd. 96 (1991), S. 129–146.
- Von der Schwierigkeit, in Osnabrück eine Straße nach Erich Maria Remarque zu benennen. In: Erich-Maria-Remarque-Jahrbuch, 4 (1994). Göttingen 1942, 79–82.
- 100 Jahre Schützenverein Lustgarten von 1895 e.V.  Osnabrück 1995.
- Aus den Reisetagebüchern des Osnabrücker Malers Philipp Schilgen für die Jahre 1823−1829. In: Osnabrücker Mitteilungen, Bd. 100 (1995), S. 183–195.
- Aus dem Leben des Osnabrücker Malers Otto Knille (1832–1898) . In: Osnabrücker Mitteilungen, Bd. 103 (1998), S. 181–203.